# Obsjtina Elchovo
Obsjtina Elchovo (bulgariska: Община Елхово) är en kommun i Bulgarien.   Den ligger i regionen Jambol, i den sydöstra delen av landet, 280 km öster om huvudstaden Sofia.
Obsjtina Elchovo delas in i:
- Bojanovo
- Granitovo
- Izgrev
- Lesovo
- Malomirovo
- Malăk manastir
- Melnitsa
- Ptjela
- Kirilovo
- Razdel
- Zjrebino

Följande samhällen finns i Obsjtina Elchovo:
- Elchovo
- Pchela

Omgivningarna runt Obsjtina Elchovo är en mosaik av jordbruksmark och naturlig växtlighet. Runt Obsjtina Elchovo är det ganska glesbefolkat, med 26 invånare per kvadratkilometer.